# Lubin
Lubin es una ciudad situada en la Baja Silesia, en el suroeste de Polonia. De 1975-1998 perteneció al antiguo Voivodato de Legnica. Lubin es la sede administrativa del homónimo condado de Lubin, y también de la zona rural de la gmina de Lubin, aunque no es parte del territorio de este último, ya que la ciudad forma una gmina urbana aparte. En el censo de 2009, la ciudad tenía una población total de 74 552 habitantes.

## Ciudadanos ilustres
- Guillermo I de Württemberg (n. 27 de septiembre de 1781 - 25 de junio de 1864)
- Gerd von Tresckow (n. 21 de marzo de 1899 - 6 de septiembre de 1944, suicidio), oficial de la Wehrmacht y hermano mayor de Henning von Tresckow
- Rudolf von Gersdorff (n. 27 de marzo de 1905 - 27 de enero de 1980), oficial de la Wehrmacht
- Tadeusz Maćkała (n. 2 de noviembre de 1962), político
- Kasia Wilk (n. 3 de enero de 1982), músico
- Mariusz Jurkiewicz (n. 3 de febrero de 1982), jugador de balonmano
- Natalia Czerwonka (n. 20 de octubre de 1988), patinador
- Arkadiusz Woźniak (n. 1 de junio de 1990), futbolista
- Adrian Błąd (n. 16 de abril de 1991), futbolista